# Chiaroscuro Records
Chiaroscuro Records ist ein US-amerikanisches Jazz-Label, das von Hank O’Neal 1973 gegründet wurde und inzwischen im Besitz der WVIA Public Media ist.

## Labelgeschichte
Nach ersten Versuchen mit Labelgründungen, dem Blueslabel Melodian Records und dem Jazzlabel Halycon (mit Marian McPartland) Ende der 1960er Jahre schuf Hank O’Neal, der im Hauptberuf als Regierungsbeamter in New York City tätig war, 1973 das unabhängige Label Chiaroscuro, (italienisch: „hell-dunkel“), inspiriert von den Chiaroscuro-Sessions von Eddie Condon. Die erste Produktion war ein Soloalbum von Earl Hines, die es zu einer Grammy-Nominierung brachte, Die meisten Sessions fanden ab 1973 in O’Neals eigenen Downtown Sound Studio statt, das 1981 geschlossen werden musste. Von 1970 bis 1978 brachte O’Neal mehr als hundert Langspielplatten heraus, die meisten stammten von Musikern des Oldtime-, Swing und Mainstream Jazz, die damals von den Major Labels vernachlässigt wurden, wie Mary Lou Williams, Willie The Lion Smith, Don Ewell, Dick Wellstood, Teddy Wilson, Gene Krupa, Dave McKenna, Claude Hopkins, Jonah Jones, Joe Venuti, Jess Stacy, Max Kaminsky, Ruby Braff, George Barnes und Eddie Condon. Es folgten moderner orientierte Musiker wie Gerry Mulligan, Lee Konitz und Dollar Brand; Mitte der 1970er Jahre entstanden auch einige Fusion- und Avantgarde-Produktionen mit Arthur Blythe, Hamiet Bluiett, Borah Bergman, Noah Howard, Perry Robinson, Frank Wright, Bruce Ditmas oder Ryō Kawasaki.
Im Jahr 1978 verkaufte O’Neal das Label an den amerikanischen Vertriebspartner Audio Fidelity. Nachdem er in New York die Musikagentur HOSS gegründet hatte, kaufte O’Neal 1987 mit seinem Geschäftspartner Andrew Sordoni den gesamten Backkatalog von Chiaroscuro zurück, das durch den Erwerb des Kleinlabels Chaz Jazz erweitert wurde, u. a. durch Aufnahmen von Ralph Sutton, Jay McShann, Kenny Davern, Peanuts Hucko, Eddie Miller und Vic Dickenson. Hinzu kamen ab 1989 Neuproduktionen, die teils von Sordoni, teils von O’Neal betreut wurden. Seitdem erschienen neue Aufnahmen, die sowohl auf den von O’Neal organisierten Kreuzfahrten (so von Al Grey, Flip Phillips, Dorothy Donegan, Louie Bellson) und Junior Manxce/Joe Temperley (Music of Thelonious Monk, 2003) als auch im Studio von Rudy Van Gelder entstanden waren, u. a. von Bobby Rosengarden (mit Milt Hinton und Hank Jones), Junior Mance, Clark Terry, Red Holloway, Terry Gibbs, Urbie Green, John Eaton, 
Jesse Green und Adam Makowicz (Opalenscese, die letzte gemeinsam mit John Hammond betreute Session).

## Diskographische Hinweise
- Kenny Davern – Spanish Eyes (1995)
- Earl Hines/Joe Venuti – Hot Sonatas (1975)
- Roger Kellaway Meets the Duo: Gene Bertoncini and Michael Moore (1992)
- Joe Venuti and Zoot Sims – Joe & Zoot (1974)
- Mary Lou Williams – Live at The Cookery (1975)[3]